# Jardim da Rotunda da Boavista

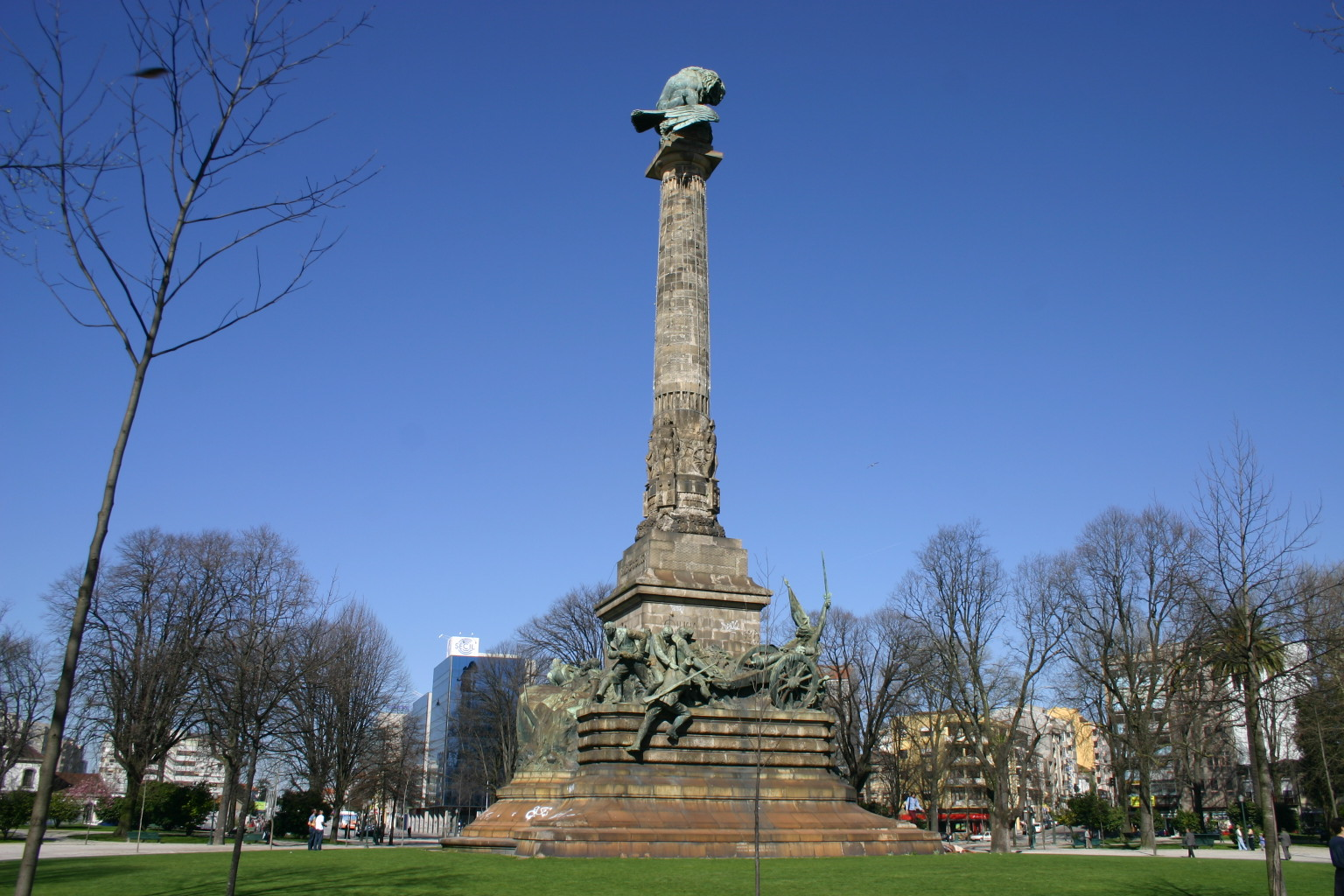
Jardim com o Monumento aos Heróis da Guerra Peninsular no centro.

O Jardim da Rotunda da Boavista localiza-se na Praça de Mouzinho de Albuquerque — popularmente conhecida como "Rotunda da Boavista" — na cidade do Porto, em Portugal.

## Origem do nome
O jardim foi buscar o nome à designação popular da praça.

## História
A rotunda abrigava, desde 1876, a feira de São Miguel que, da Cordoaria, para aí havia sido transferida. A decisão de ajardinar a praça e de erguer no seu centro um obelisco comemorativo da Guerra Peninsular — o Monumento aos Heróis da Guerra Peninsular — foi tomada alguns anos antes da instauração da República.
Nos finais do século XX, o Jardim da Rotunda albergou durante vários anos a Feira do Livro do Porto e foi um polo importante das Festas Sanjoaninas. Mais recentemente foi alvo de uma remodelação, no âmbito da construção da Casa da Música. A mesma requalificação contou com as presenças dos arquitectos Siza Vieira e Souto Moura.
.
No jardim merecem especial atenção os liquidâmbares, carvalhos, tílias, tulipeiros e algumas palmeiras.

## Acessos
- Estação Casa da Música
- Linhas: ZL, 201, 202, 203, 204, 402, 501, 502, 503, 504, 507, 508, 601, 704, 803, 902 e 903 dos STCP.